# فسانو
فسانو تقع منطقة فسانو على بعد حوالي 27 كم جنوب غرب مزدة وهي تتميز بموقعها الهام بالنسبة للمنطقة الرعوية في ليبيا حيث تمتد إلى غربها منطقة الوعسة وإلى جنوبها الحمادة الحمراء. يشتهر أهالي فسانو وهم من ( قبائل المشاشية) بملكية الإبل والغنم والماعز ويعتبرون أكبر ملاكها في الغرب الليبي. كانت فسانو مركزا لقبائل المشاشية أيام الحكم التركي ومن بعده الطليان حيث يوجد بها مقر المديرية. من أشهر معالمها الآبار المعروفات بالسواني منها بئر الجديدة تقع على مسافة 10 كلم تقريبا الجنوب الغربي من القرية وكذلك بئر الحميرة،الذي يبعد عنها حوالي 25كم
‌